# Чхатарпур (княжество)
Княжество Чхатарпур — туземное княжество Индии в период британского владычества. Княжество было основано в 1785 году, а его столица располагалась в Чхатарпуре, штат Мадхья-Прадеш.
Последний правитель Чхатарпура подписал вступление в Индийский союз 1 января 1950 года.

## История
Княжество Чхатарпур было основано в 1785 году. Он назван в честь Чхатрасала (1649—1731), основателя независимости Бунделкханда, и содержит его кенотаф. Государством правили его потомки до 1785 года. Государство было гарантировано Кунвару сон Сингху Понвару в 1806 году британской колониальной администрацией. В 1854 году Чхатарпур должен был перейти к британскому правительству из-за отсутствия прямых наследников в соответствии с доктриной выморочности, но был пожалован Джагат Раджу в качестве особого акта милости. Раджи правили княжеским государством площадью 1118 квадратных миль (2900 км2), и население 156 139 человек в 1901 году, которое было частью Агентства Бунделкханд в составе Агентства Центральной Индии.
В 1901 году город Чхатарпур имел население 10 029 человек, среднюю школу, производил бумагу и грубые столовые приборы. В княжестве также находился британский военный городок Новгаон. После обретения Индией независимости в 1947 году раджа Чхатарпур присоединился к Индии, и Чхатарпур вместе с остальной частью Агентства Бунделкханд стал частью индийского штата Виндхья-Прадеш. Виндхья-Прадеш был объединен в штат Мадхья-Прадеш в 1956 году.

## Правители
Правители носили титул Раджи, а последний — Махараджи.

### Раджи
Раджпутская династия Павар (Пармар) правила государством Чхатарпур.
- 1785—1816: Кунвар сон Шах (? — 1816)
- 1816—1854: Партаб Сингх (? — 1854)
- 1854 — ноябрь 1867: Джагат Сингх (1846—1867)
- 1867—1895: Вишванатх Сингх (1866—1932)

### Махараджи
- 1895 — 4 апреля 1932: Вишванатх Сингх (1866—1932)
- 5 апреля 1932 — 15 августа 1947: Бхавани Сингх (1921—2006)[2]

### Титульные Махараджи
- 1947—2006: Бхавани Сингх
- 2006 — настоящее время: Викрам Сингх